# E.nam.khe
E.nam.khe, traducido como Casa de la Abundancia, es un templo de Babilonia datado en el 1764 a. C., durante el reinado de Hammurabi. Ya entre 1880 y 1845 a. C. había sido sometido a reparaciones por parte de Sumula-ilu.
En el templo recibía culto el dios Adad, el dios de la lluvia y la tormenta, aunque aparece su nombre en sumerio, Ishkur, dios de la tempestad.
Más tarde Nabucodonosor II (604-562 a. C.) tuvo el templo bajo su custodia, conservado con gran estima.